# Vurroite
La vurroite è un minerale.